# Ioannes VII Palaiologos
Ioannes VII Palaiologos (hoặc Palaeologus) (Hy Lạp: Ιωάννης Ζ' Παλαιολόγος, Iōannēs VII Palaiologos) (1370 – 22 tháng 9, 1408) là Hoàng đế Đông La Mã trị vị được 5 tháng vào năm 1390. 

## Tiểu sử
Ioannes VII Palaiologos là con của Hoàng đế Andronikos IV Palaiologos va Hoàng hậu Keratsa của Bulgaria, con gái của Hoàng đế Ivan Alexander của Bulgaria và Theodora xứ Wallachia. Khi cha ông Andronikos IV chiếm đoạt ngôi vị từ người cha Ioannes V Palaiologos vào năm 1376, Ioannes VII cũng được phong là đồng hoàng đế vào năm sau. Cả hai cha con đều sớm bị lật đổ và chọc mù mắt một phần vào năm 1379, nhưng Andronikos IV vẫn còn giữ được địa vị chức tước của mình và còn được Ioannes V ban cho vùng Selymbria (Silivri) làm lãnh địa riêng. Khi Andronikos IV qua đời vào năm 1385, Ioannes VII đã có thể kế vị chức tước của cha mình. Vào ngày 14 tháng 4 năm 1390, Ioannes VII Palaiologos đã ra lệnh trục xuất ông nội Ioannes V và tự mình giữ vững ngôi vị được năm tháng, đến khi Ioannes V được phục vị bởi người con Manuel với sự giúp đỡ của nước Cộng hòa Venezia.
Ioannes VII bèn chạy sang nương náu Bayezid I của Đế quốc Ottoman vào ngày 17 tháng 9 năm 1390. Bayezid đã thừa nhận Ioannes VII tại lãnh địa Selymbria của cha ông và cải thiện quan hệ với Manuel II, vốn dự định công nhận Ioannes VII là người thừa kế tiếp theo (do con trai của Manuel chưa được sinh ra vào lúc đó). Năm 1399, sau khi Bayezid I vây hãm Constantinopolis được năm năm, Manuel II vội vàng tới yêu cầu viện trợ quân sự từ các nước Tây Âu và để Ioannes VII làm nhiếp chính bảo vệ thủ đô. Ioannes VII đã hoàn thành tốt nhiệm vụ của mình và đột nhiên kỳ tích xảy ra khi Bayezid bị Timur đánh bại trong trận Ankara vào ngày 20 tháng 7 năm 1402.
Sự thất bại này đã dẫn đến một cuộc nội chiến trong lòng Đế quốc Ottoman và các hoàng tử đối nghịch của Ottoman bèn tiến hành cầu hòa và hữu nghị với Đế quốc Đông La Mã. Lợi dụng lúc người Thổ đang suy yếu bởi các cuộc nội loạn. Ioannes VII đã tham gia vào một hiệp ước bảo đảm một dải bờ biển bị người Thổ chiếm đóng trên biển Marmara phía châu Âu sẽ được trả về cho Đông La Mã, đặc biệt là nhường lại thành phố Thessalonica trên biển Aegea. Thessalonica đã thuộc sự quản lý của Manuel II trước khi nó bị người Thổ chinh phục vào năm 1387. Ngày Manuel II trở về Ioannes VII đã kính cẩn trao trả lại quyền lực cho ông và được phép về hưu ở Thessalonica đã được nhượng lại cho Đông La Mã gần đây. Tại đây ông quản lý như một người cai trị bán độc lập suốt phần đời còn lại (1403–1408), vẫn sử dụng danh hiệu "Hoàng đế của toàn cõi Thessaly". Ioannes VII được phép giữ danh hiệu hoàng đế (Basileus) và ông đã đồng trị vì cùng với đứa con út của mình là Andronikos V (sinh khoảng 1400) vào một ngày không chắc chắn, nhưng Andronikos V đã kế vị vào năm 1407 trước khi cha mình mất một năm sau đó.

## Gia đình
Với vợ Irene Gattilusio, Ioannes VII Palaiologos chỉ có một người con trai là:
1. Andronikos V Palaiologos, Hoàng đế Đông La Mã (đồng hoàng đế)